# Цюфу
Град Цюфу се намира в провинция Шандун в Китай. Това е родното място на Конфуций.
Трите най-известните културни забележителности на града, известни общо като Сан Конг са: Храмът на Конфуций, Гробницата на Конфуций, и Семейно имение Конг. Взети заедно, тези три обекта са регистрирани през 1994 г. като част от Световното културно наследство на ЮНЕСКО.